# Bohrstraße (Wismar)

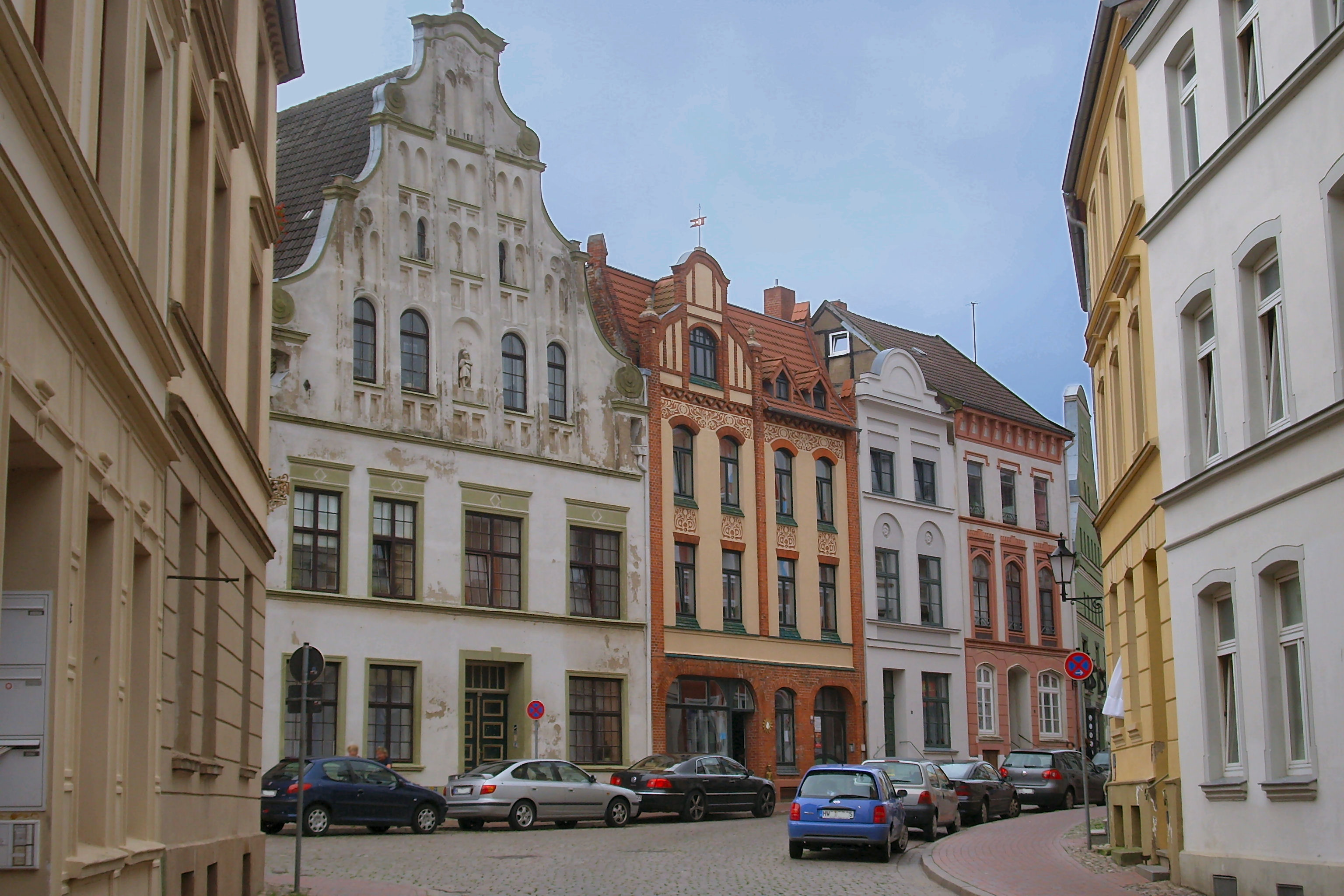
Von rechts Nr. 7–13

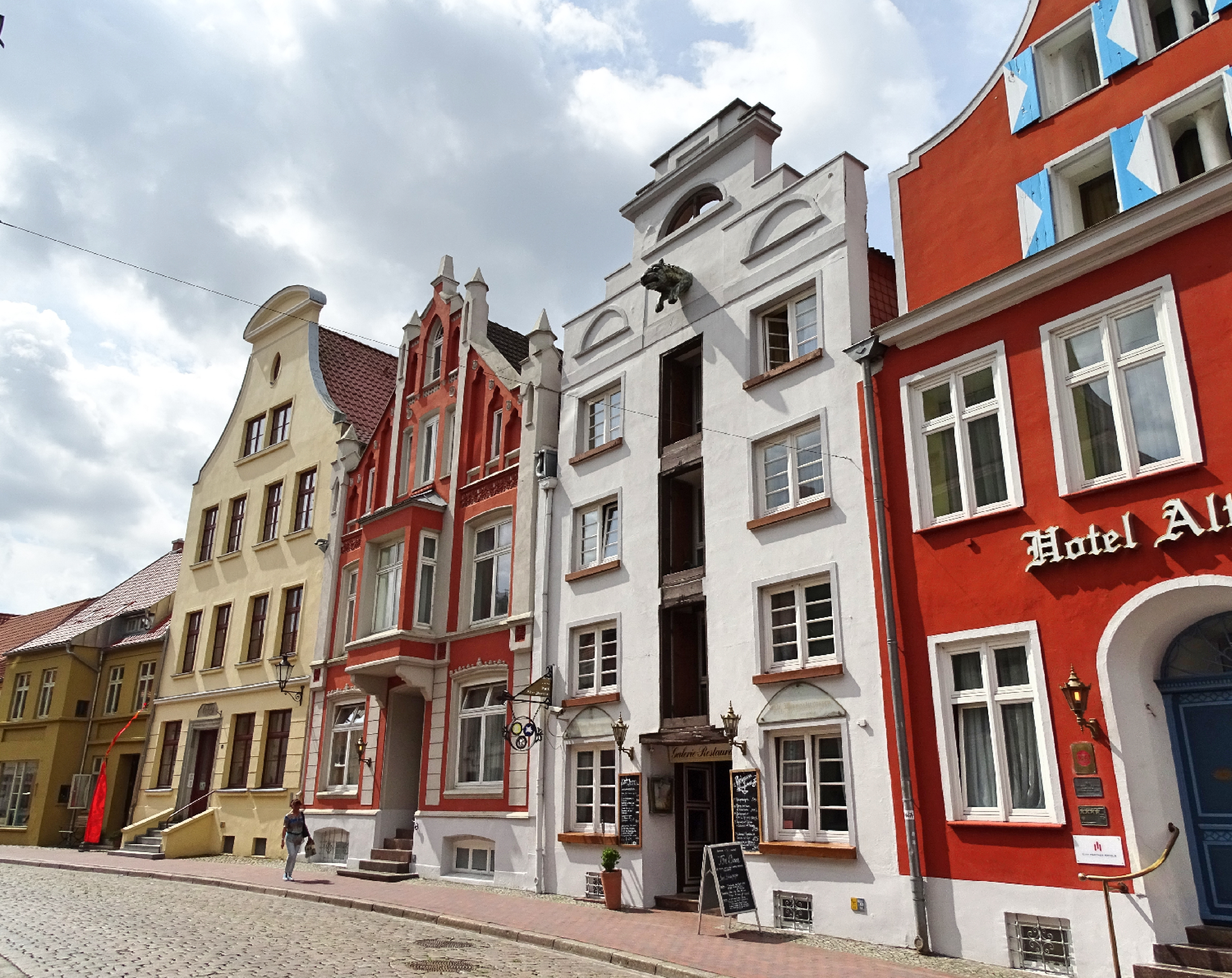
Von links Nr. 4–12a

Die historische Bohrstraße in Wismar liegt im Zentrum der Altstadt, die wie der Alte Hafen unter dem besonderen Schutz der UNESCO steht, nachdem Wismar 2002 in die Welterbeliste aufgenommen wurde.
Sie führt in Süd-Nord-Richtung von der Krämerstraße / Breite Straße / Bademutterstraße zur Straße Krönkenhagen und Scheuerstraße, weiter in Richtung Alter Hafen.

## Nebenstraßen

Wismar zur Zeit der Hanse

Die Nebenstraße und Anschlussstraßen wurden benannt als Krämerstraße im 13. Jhd. (um 1260) nach den dortigen Krämern (= Kaufleute), Breite Straße (früher brede strate) nach ihrer für die frühere Zeit ungewöhnlichen Breite, Bademutterstraße seit 1356 nach den Bademömen (bademomenstrate) als Bezeichnung für Hebammen (davor: Kröpelinsche Straße), Krönkenhagen um 1410 Krömekenhagen, vielleicht nach dem Wort Krome = Kran oder Hausaufzug und Scheuerstraße evtl. nach dem Familiennamen Schur bzw. Schuer woraus 1410 schurstrate und 1424 schuerstrate sowie ab dem 19. Jhd. Scheuerstraße wurde.

## Geschichte

### Name
Die Bohrstraße hieß 1258 grode strate. Danach wurde sie ab etwa 1260 Straße gegenüber Bozen Haus genannt, nach dem Familiennamen Boz. Durch geänderte Schreibweise wurde daraus 1327 Boostrate nach der Familie Bote und ab 1475 Borstrate.

### Entwicklung

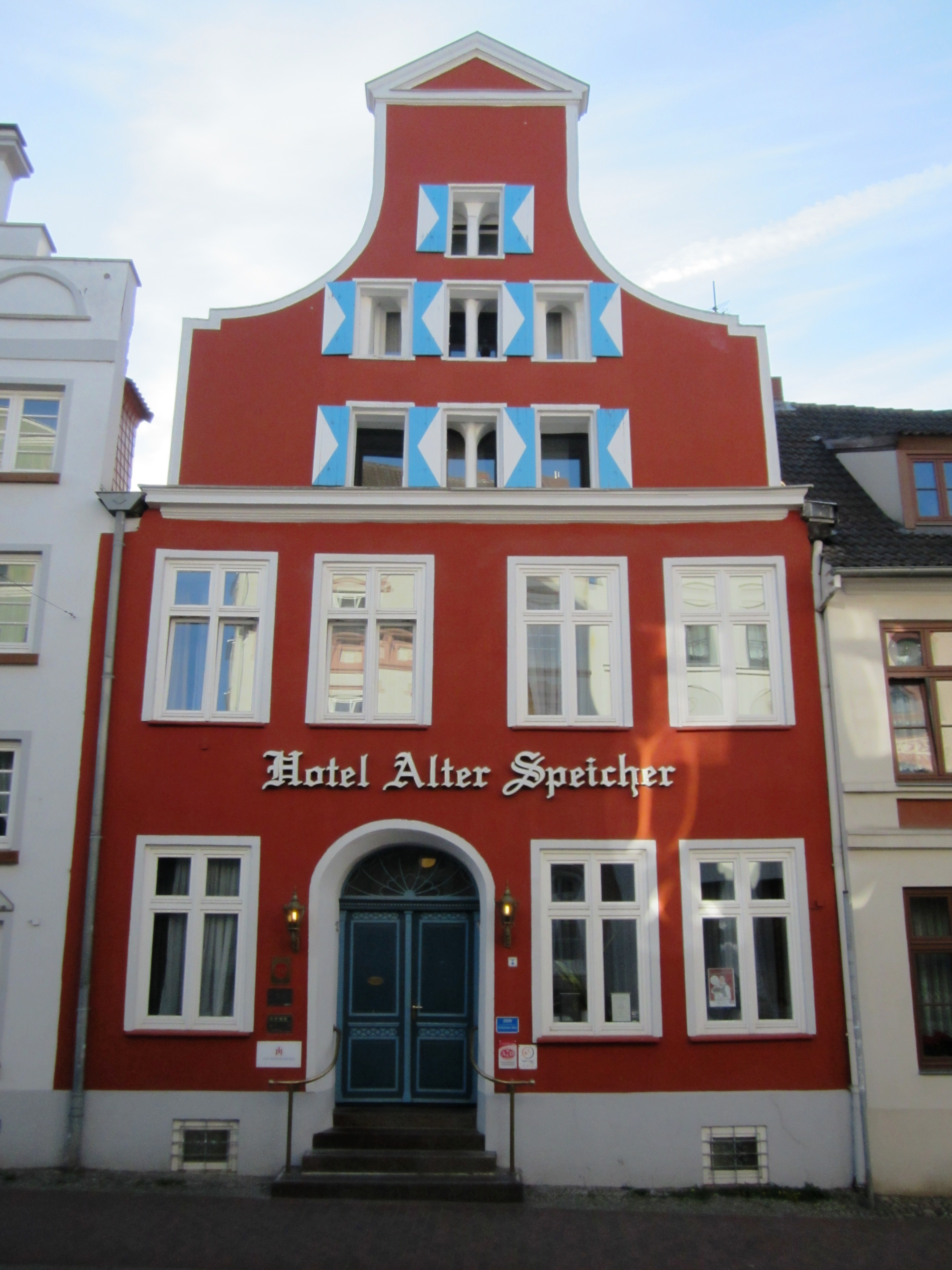
Nr. 12a, Hotel

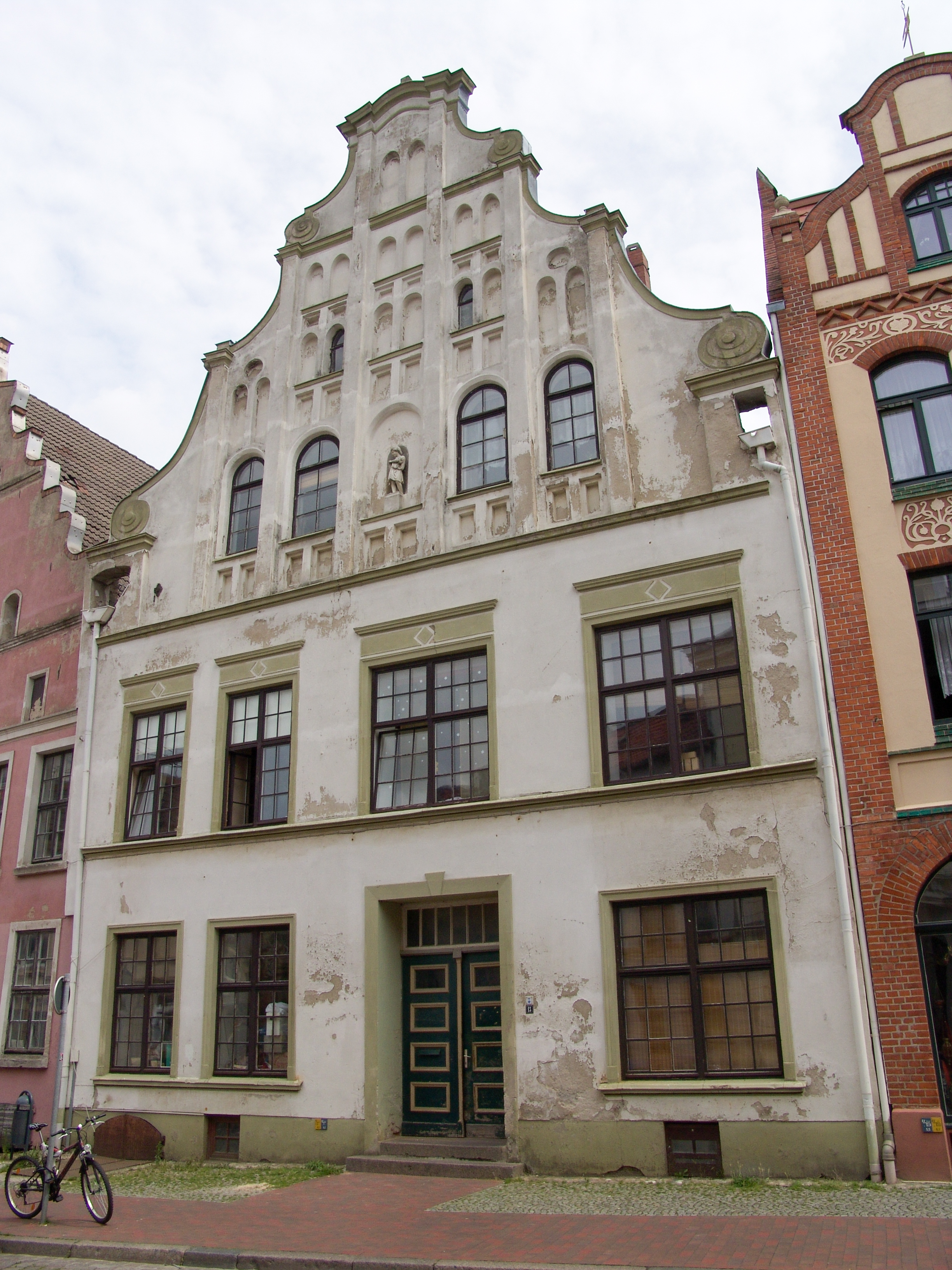
Nr. 13

Wismar wurde im Mittelalter ein bedeutendes Mitglied der Hanse. Der Markt und seine Zufahrtsstraßen bildeten den Kern des mittelalterlichen Ortes, der als Stadt 1229 erstmals erwähnt wurde.
Die Straße wurde 1985 saniert. Sie liegt seit 1991 im Sanierungsgebiet Altstadt.

## Gebäude, Anlagen (Auswahl)
An der Straße stehen zumeist Wohn- und Geschäftshäuser. Die mit (D) gekennzeichneten Häuser stehen unter Denkmalschutz.
- Platz mit Springbrunnen mit den Gebäuden:
  - Breite Straße Nr. 2: 2-gesch. Wohn- und Geschäftshaus mit Restaurant
  - Bademutterstraße Nr. 2: 2-gesch. barockes Wohn- und Geschäftshaus (D) mit der ehem. über 300 Jahre alten Löwenapotheke, mit umgebauten Volutengiebel teils im Stil der Neorenaissance mit Portal mit Löwe; heute Café
  - Nr. 1: 2-gesch. klassizistisches Wohn- und Geschäftshaus (D) mit 3-gesch. Giebel; heute mit Bistro
  - Nr. 2: 2-gesch. Wohn- und Geschäftshaus mit mittelalterlichen Backsteinresten (D), 1457 Hinriciüs Noyte als Ersteigentümer dokumentiert, 1738 erwarb Zylius das Haus, 2010–13 saniert, heute Pension[4]
- Nr. 3: 2-gesch. 6-achsiges Wohnhaus (D) mit 3-gesch. Mittelrisalit, 2001/02 saniert[5]
- Nr. 5a: 3-gesch. barockes Wohn- und Geschäftshaus (D) als Giebelhaus; heute mit Praxis
- Nr. 7: 3-gesch. Wohnhaus
- Nr. 8: 3-gesch. barockes Wohnhaus mit Erker
- Nr. 9: 3-gesch. neoklassizistisches Wohnhaus, saniert
- Hotelkomplex:
  - Nr. 10: 2-gesch. ehem. Wohnhaus, heute Hotel
  - Nr. 12: 4-gesch. ehem. Wohnhaus (D) mit Galerierestaurant und Hotel
  - Nr. 12a: 2-gesch- barockes ehem. Wohnhaus (D), rotes Giebelhaus mit Voluten und betonten Fensterläden; heute saniertes Hotel Alter Speicher
- Nr. 11: 3-gesch. Wohn- und Geschäftshaus (D) mit seitlichem Giebelrisalit, früher Konsumladen von 1902 bis 1994[6]
- Nr. 13: 2-gesch. barockes Wohn- und Geschäftshaus (D), Giebel mit Voluten, vielen Blindfenstern und einer Figur, sanierungsbedürftig gem. Sanierungsträger DSK
- Nr. 15: 3-gesch. barockes Wohn- und Geschäftshaus (D) als mittelalterliches Dielenhaus mit Kemlade, Sanierung seit 2019[7]
- Nr. 16: 3-gesch. klassizistisches Wohnhaus (D) mit Dachhaus
- Gemauerte Bogenbrücken von 1875 über die Frische Grube als regulierter Bach; amtlich Mühlenbach

### Denkmale, Gedenken
- Springbrunnen

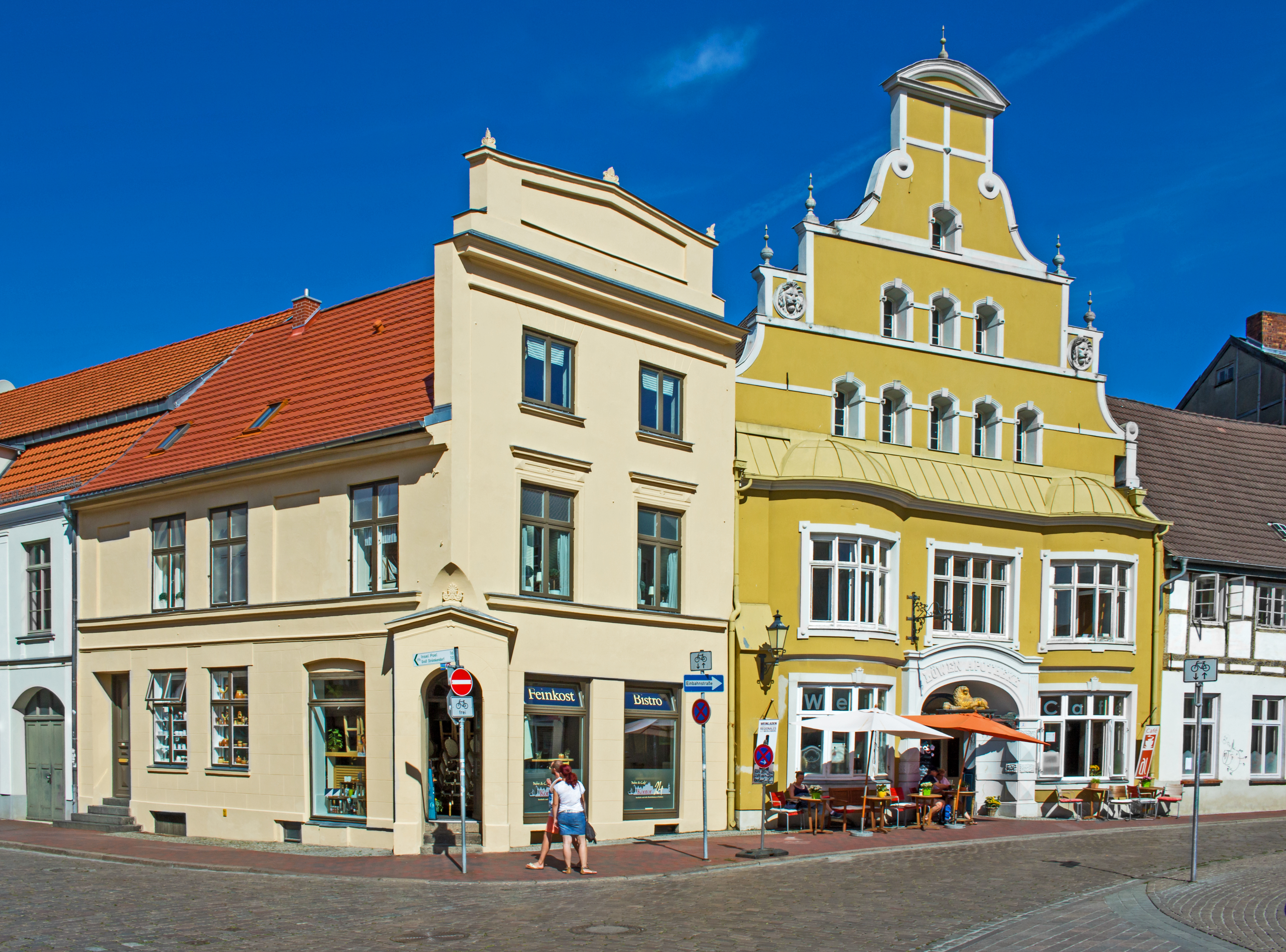
Nr. 1 + Bademutterstraße 2
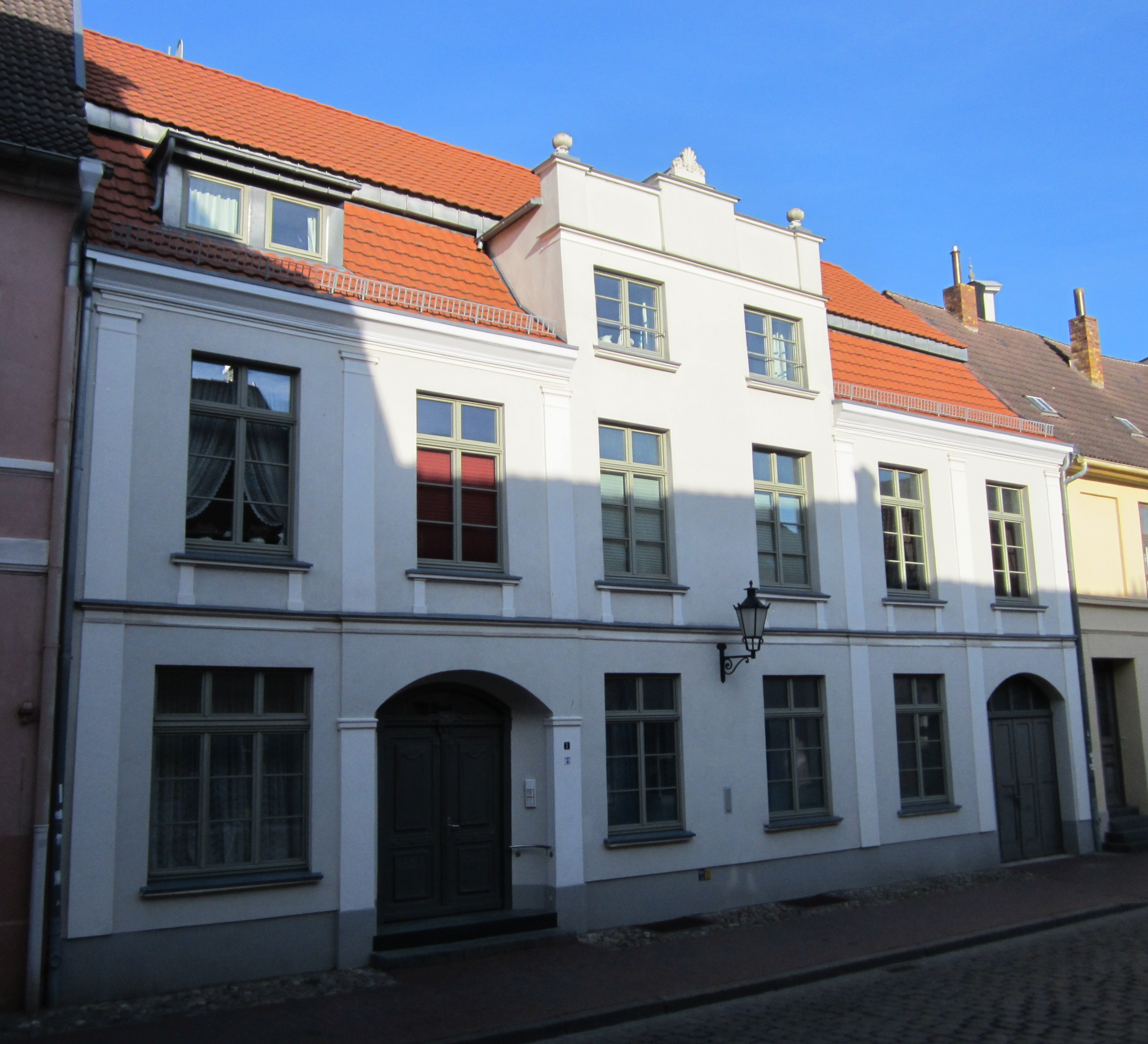
Nr. 3
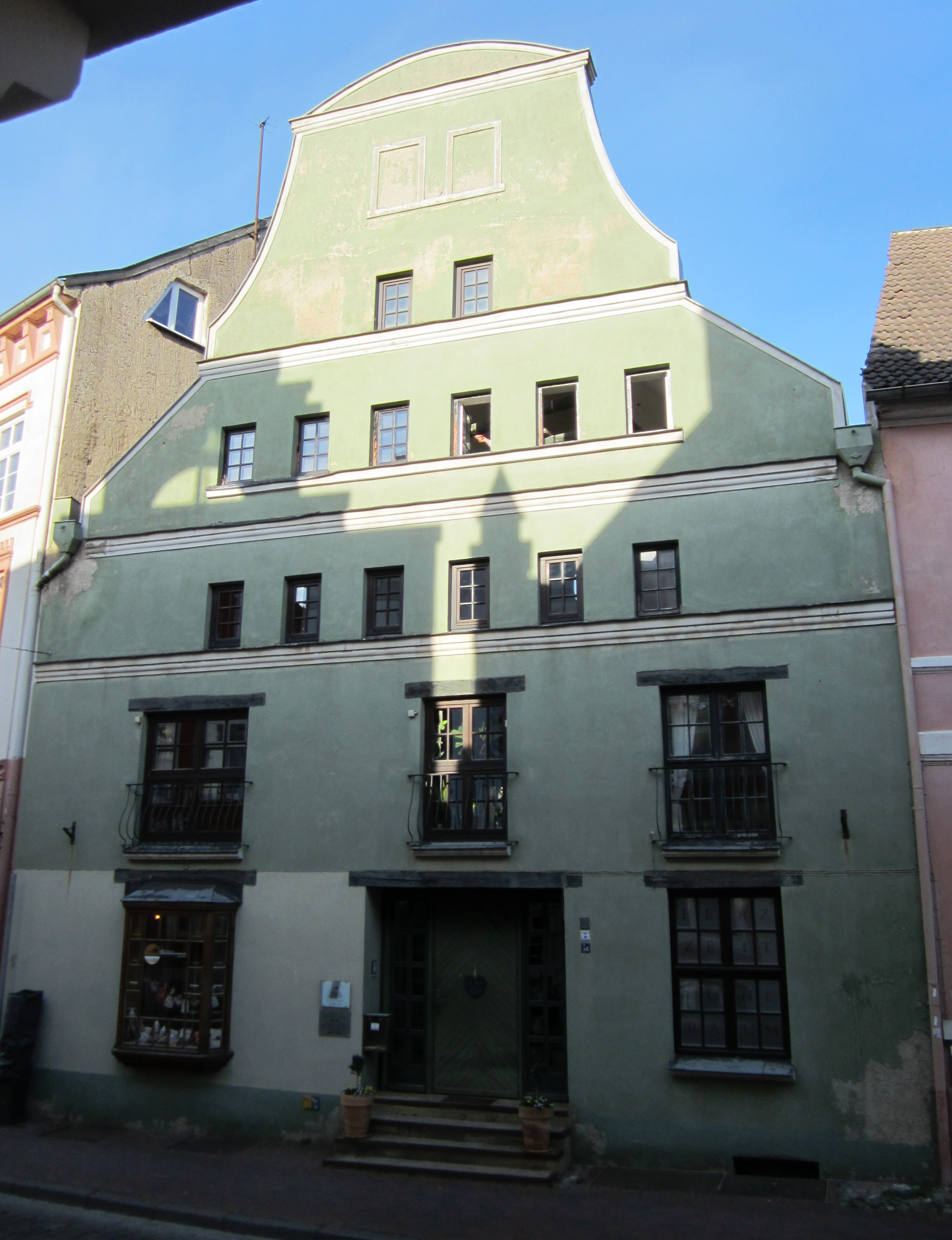
Nr. 5a
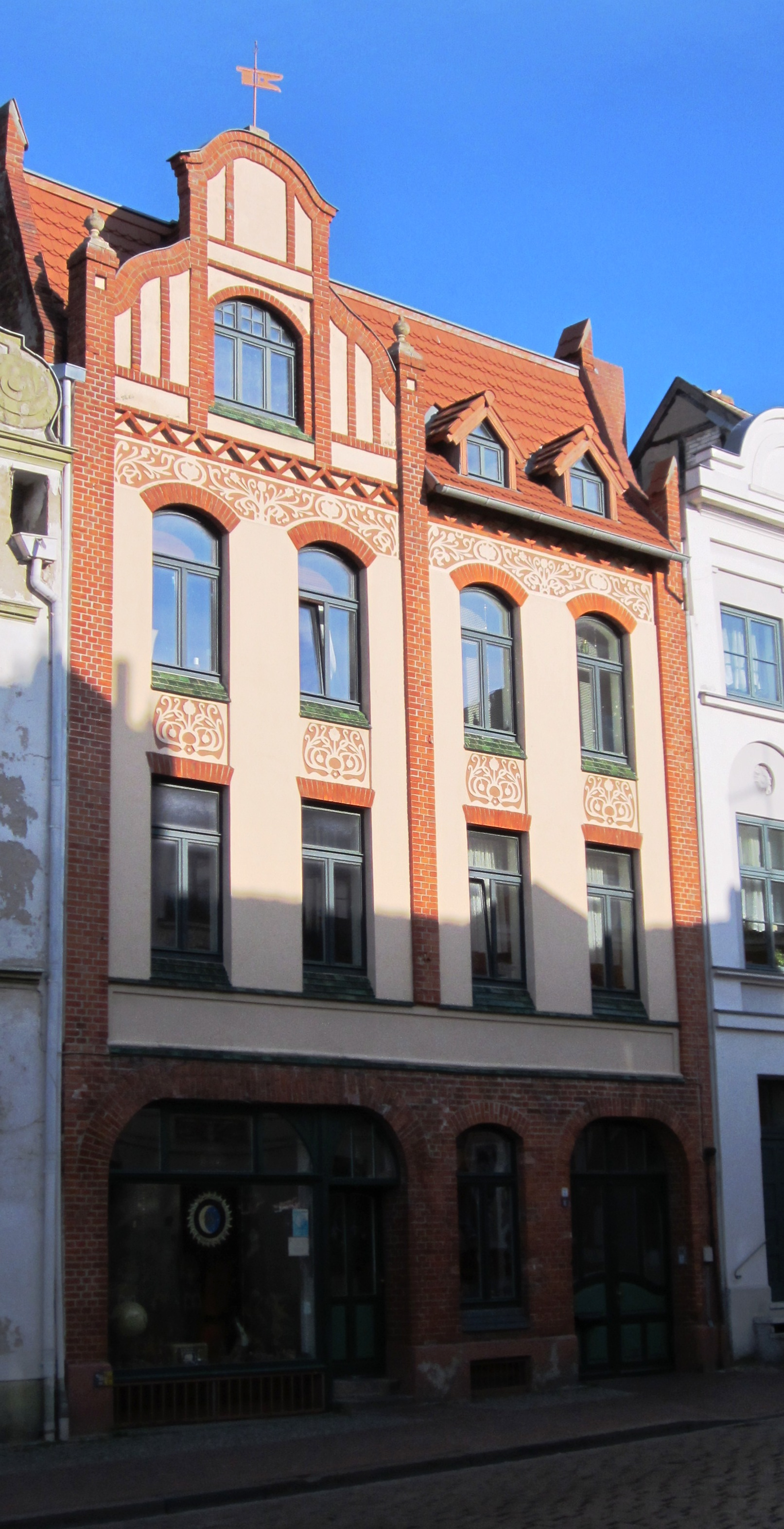
Nr. 11
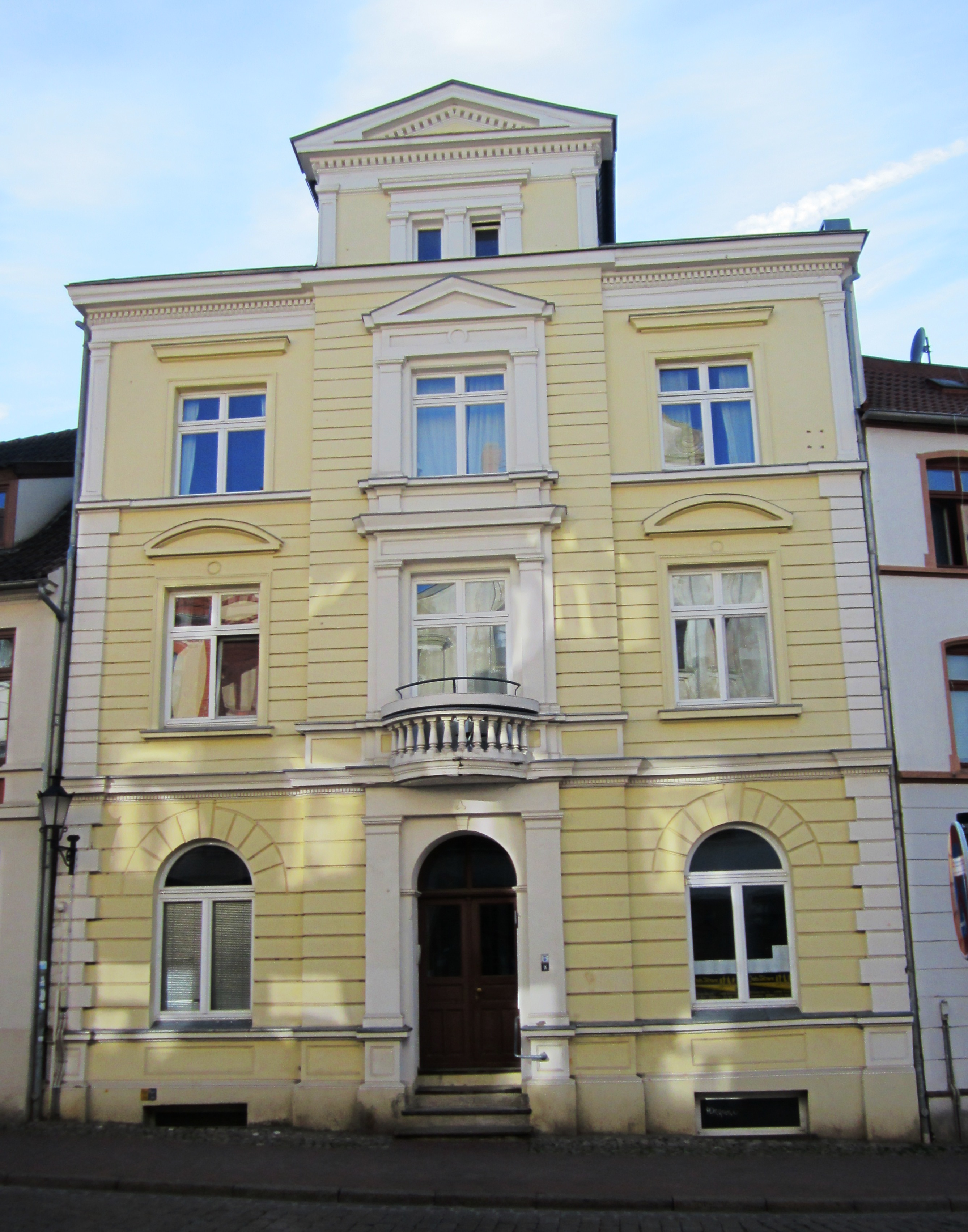
Nr. 16
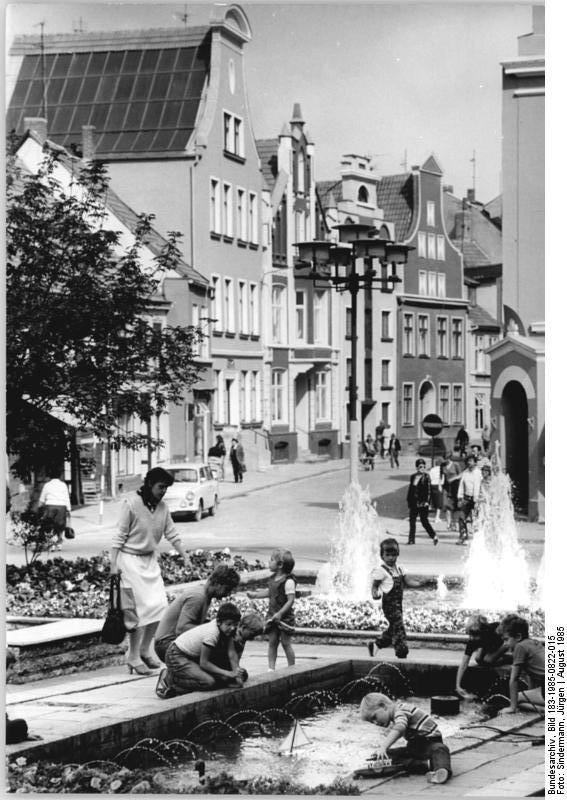
Sanierte Straße 1985